# 大型計算機センター
大型計算機センター（おおがたけいさんきセンター、英: computer bureau）とは、コンピュータサービスを提供するサービス・ビューローである。
大型計算機センターは、タイムシェアリングオペレーティングシステムの開発に続いて、1960年代初頭に開発された。これらにより、1台の大型で高価なメインフレームコンピュータのサービスを分割して、代替可能な商品として販売することができた。電気通信と最初のモデムが開発されたことにより、顧客自身の施設からコンピュータ設備への即時アクセスが可能となり、大型計算機センターの成長を促進した。
大型計算機センターモデルは、安価なコモディティコンピュータ、特にPC/AT互換機だけでなく、ミニコンピュータでもサービスをオンプレミスでホストできるようになったため、1980年代に衰退した。

## 大型計算機
大型計算機（おおがたけいさんき、Large computers）とは、大量の情報を処理するため特別に作られた大規模電子式デジタル計算機のことである。「大型になる」ことから「大型の計算機」の意味で大型計算機と言われることもあるが、これはあくまでも「結果」であり、定義上、「物理的に大きな」電子計算機のことではない。
かつて、すなわち第3世代コンピュータ末期から第4世代コンピュータ登場の頃から、大規模な電子式デジタル計算機、すなわち多くの電子デバイスを搭載した高性能コンピュータは、その目的とこれに伴う設計の違いより「スーパーコンピュータ」、「大型計算機」という呼び分けがされていた。すなわち何がしかの複雑な計算を高速で行うことを目的として作られているものを「スーパーコンピュータ」、特別に大量の情報処理を行う目的で作られているものを「大型計算機」と呼んでいた。今日の様の初期のパーソナルコンピュータは、個人ユース目的として、概ね当時の大型計算機の機能と性能を大幅に簡略化したものとして作られた。
その後、パーソナルコンピュータの機能と性能が急速に進歩・充実、概ね2000年以降、かつての大型計算機に匹敵もしくはこれを上回るようになったことから、パーソナルコンピュータへの全面的な置きかえが進み、今日では言葉自体も一般にあまり使われないものになっている。

## 構成
大型計算機は、2000年以降のパーソナルコンピュータ本体とプリンターなどの周辺機器を合わせたものとほぼ同じである。LANなどにより入出力装置と結んだシステムとするのが一般的であり「大型計算機システム」などとも呼ばれた。
概ね今日のパーソナルコンピュータ「様」の電子式デジタル計算機が「マイコン」すなわち「マイコンピュータ」（個人用コンピュータ）あるいは「マイクロコンピュータ」（超小型コンピュータ）の両方の意味で一般にそう呼ばれていた1980年代まで、大量の情報を処理するための大型計算機は特に記憶装置が物理的に大きく、結果、数トンもある巨大なもの、占有するスペース、また消費する電力、発熱量も大変なものであった。このため、大型計算機を置くために特別な部屋、場合によっては建物や、スーパーコンピュータに必要なほどのものではないが冷却システムまで特別に作る必要があり、それぞれ「大型計算機室」あるいは「大型計算機センター」などと呼ばれていた。そして入出力端末装置を置いた部屋のことを「端末室」などとも呼んでいた。記憶装置が大きいため、記憶装置を本体、すなわち中央演算装置と分離して別の部屋に置き、それぞれ「中央演算室」、「データ室」などとすることもあった。
すなわち今日のパーソナルコンピュータは、そのおよそ全てが機能・性能ともに1980年代の大型計算機を上回るもの、つまり1980年代当時のものと比較するならば、そのおよそ全てが大型計算機であり、部屋あるいは建物全体を占有していたものが、せいぜい机の上に収まるようになっているのである。